# 2596 Vainu Bappu
2596 Vainu Bappu је астероид главног астероидног појаса чија средња удаљеност од Сунца износи 3,032 астрономских јединица (АЈ).
Апсолутна магнитуда астероида је 12,8.